# Lingue indigene dell'Ecuador
Le lingue indigene dell'Ecuador comprendono tutte le lingue parlate nella regione ecuadoriana prima della conquista spagnola.

## Introduzione

### Lingue autoctone

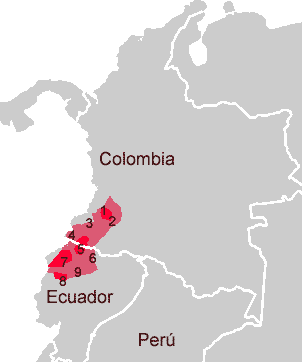
Estensione delle lingue barbacoan in epoca attuale e nell'epoca del primo contatto con gli europei.

Molte lingue indigene dell'Ecuador sono severamente minacciate e il numero di parlanti è diminuito notevolmente nel corso del XX secolo. Attualmente il Quichua norteño (Quichua del Nord) costituisce il principale gruppo di lingue native dell'Ecuador; nella parte orientale del paese si parlando inoltre lingue zaparoanas, lingue jivaroanas e la lingua isolata guaraní. Nel nord si parlano anche alcune lingue tucanas, lingue barbacoanas e una lingua chibcha. Segue un elenco delle lingue native conosciute parlate in Ecuador; le lingue estinte sono marcate con il simbolo (†):
Lingue barbacoan
awapit, tsafiki, cha'palaachi, caranqui (†), Pasto (†)
Lingue cañar-puruhá (†)
cañari (†), puruhá (†)
Lingue jivaroanas
shuar (Dell'etnia shuar), achuar-shiwiar, Palta (?), Malacato (?).
Lingue quechua
kichwa (varianti: Alto quichua di Calderón, Alto quichua di Imbabura, Bajo quichua di Napo, Bajo quichua di Tena, Alto quichua di Salasaca, Alto quichua di Pastaza, Alto quichua del Chimborazo, Alto quichua del Cañar, Alto quichua della Loza)
Lingue tucano
siona, secoya
Lingue zaparoanas
záparo
Lingue isolate
wao (huaorani), cofán, esmeraldeño (†), Panzaleo (†)
Nonostante la diversità linguistica dell'Ecuador sia tuttora molto alta, un gran numero di lingue native scomparvero durante il periodo coloniale. Tra queste vanno ricordate le lingue, tutte estinte, che venivano parlate nella valle interandina dell'Ecuador. La maggior parte di queste lingue sono poco o per nulla documentate, con l'eccezione dei numerosi toponimi che permettono di collocare approssimativamente il territorio sul quale venivano parlate.
Anche le varianti dell'Alto quechua parlate in Ecuador contiengono prestiti lessicali provenienti dal sostrato preincaico.

### Lingue alloctone
Attualmente, in Ecuador si parlano altre lingue che sono il risultato di processi migratori recenti avvenuti negli ultimi cinquecento anni:
Lingue indoeuropee
Spagnolo, inglese, portoghese, francese
Lingue sino-tibetane
Cinese